# برايان فريدمان
برايان فريدمان (بالإنجليزية: Brian Friedman)‏ هو مصمم رقص أمريكي، ولد في 28 مايو 1977 في شيكاغو في الولايات المتحدة.

## وصلات خارجية
- برايان فريدمان على موقع IMDb (الإنجليزية)
- برايان فريدمان على موقع ديسكوغز (الإنجليزية)
- برايان فريدمان على موقع قاعدة بيانات الفيلم (الإنجليزية)
- برايان فريدمان على موقع كينوبويسك (الروسية)